# Simocarcinus camelus
Simocarcinus camelus is een krabbensoort uit de familie van de Epialtidae. De wetenschappelijke naam van de soort is voor het eerst geldig gepubliceerd in 1906 door Klunzinger.